# Landfall (revue)
Pour les articles homonymes, voir Landfall.
Landfall est le plus ancien magazine littéraire de Nouvelle-Zélande. C'est pendant la Seconde Guerre mondiale, lors d'une visite de Denis Glover, de Caxton Press, à Charles Brasch à Londres, que les deux hommes « ont discuté de l'idée d'une nouvelle revue littéraire produite par des professionnels en Nouvelle-Zélande ».
Le magazine a été créé en 1947 et publié par Caxton Press à Dunedin, avec Brasch comme rédacteur en chef. Il propose de la fiction et de la poésie, des essais biographiques et critiques, des commentaires culturels et des critiques de livres, d'art, de films, de théâtre et de danse.
Landfall est publié deux fois par an par les presses universitaires de l'université d'Otago (en). En 2006, il s'agit d'une publication de poche d'environ 200 pages. Une version en ligne de la revue publie chaque mois de nouvelles critiques littéraires.
Brasch est resté rédacteur en chef jusqu'en 1966, date à laquelle il a été remplacé par Robin Dudding (1966-1972, numéros 81-101). De 2010 à 2017 (numéros 218 à 234), Landfall a été édité par David Eggleton. En octobre 2017, il a été annoncé qu'Emma Neale (en) deviendrait la nouvelle rédactrice en chef à partir du numéro 325.